# Tregaron
Tregaron è una città del Galles centrale, situata nella contea di Ceredigion.

## Posizione geografica
Si trova sulle sponde del fiume Brennig (un tributario del Teifi), ai piedi dei monti Cambrici. Poco distante si trova la riserva di Cors Caron, un'area naturale protetta caratterizzata da clima umido e torbiere. A nord-ovest, il Tregaron Kite Center si occupa della protezione dei nibbio reale e della sua reintroduzione nell'area circostante.

## Storia
L'area è stata abitata fin dai tempi preistorici, come attestano numerosi reperti archeologici. La chiesa di Tregaron fu fondata nel VI secolo. Nel XVII secolo, il dissenso religioso di gruppi non conformisti trovò aderenti nell'area di Tregaron, e nel XVIII secolo nella zona ebbe una grande diffusione il metodismo. In generale, il Cristianesimo ha sempre avuto un ruolo fondamentale per la comunità di Tregaron (fin nei tardi anni quaranta, gli abitanti esprimevano la loro fede, tra l'altro, vestendosi rigorosamente di nero la domenica).
Il grande sviluppo della cittadina avvenne nella prima metà del XIX secolo quando i mandriani che guidavano il bestiame oltre le montagne verso i mercati inglesi facevano sosta a Tregaron prima di affrontare i passi montani. La cittadina si sviluppò di conseguenza con l'apertura di molte attività commerciali legate al transito del bestiame; inoltre vi si affermò l'industria laniera. Questo momento di fioritura economica terminò verso il 1886, quando nella regione giunse la ferrovia, che pose fine al transito di bestiame in città.

## Infrastrutture e trasporti
La linea ferroviaria che un tempo collegava Tregaron a Aberystwyth e alla città universitaria di Lampter è ormai dismessa.